# Barwinek (roślina)
Barwinek (Vinca L.) – rodzaj roślin z rodziny toinowatych (Apocynaceae). Należy do niego 7 gatunków. Występują one w Europie, zwłaszcza południowej, oraz w północnej Afryce i zachodniej Azji. Jeden gatunek rośnie w Azji środkowej w rejonie Samarkandy i Fergany. W uprawie szeroko rozpowszechnione są zwłaszcza dwa gatunki – barwinek pospolity (V. minor) i barwinek większy (V. major), z których pierwszy rośnie także dziko w Polsce, poza tym oba są też w Polsce uprawiane. Rośliny te występują w lasach i zaroślach, na skałach wapiennych. Uprawiane są jako lecznicze i ozdobne, w tym w postaci odmian pstrolistnych i pełnokwiatowych.

## Morfologia
PokrójPółkrzewy i byliny tworzące cienkie, płożące się pędy płonne do 2 m długości i podniesione – kwiatowe do 15 cm wysokości.
LiścieZimotrwałe, naprzeciwległe, jajowatoeliptyczne, nagie, skórzaste, krótkoogonkowe.
KwiatyPojedyncze, rzadko po dwa, wyrastają na szypułkach w kątach liści. Kielich tworzy pięć, zrośniętych w rurkę działek. Płatki korony mają barwę błękitną i fioletową, rzadziej różową lub białą. Są w pąku skręcone, u nasady zrośnięte w rurkę, u góry płasko rozpościerają się. Do rurki przyrośniętych jest pięć pręcików o wygiętych u nasady i spłaszczonych u góry nitkach. Z główki pręcików wyrastają klapki przesłaniające od góry pojedynczy słupek. Zalążnia jest dwukomorowa, tworzona przez dwa owocolistki tylko w dole zrośnięte. U ich nasady znajdują się w pozycji międzyległej dwa łuseczkowate miodniki. Znamię dwuczęściowe, w dole pierścieniowo zgrubiałe, wyżej zwężone i owłosione.
OwoceDwa mieszki zrośnięte w dolnej części, proste lub rozpostarte, wałeczkowate. Każdy zawiera 4–8 nasion. Nasiona nagie, zwykle brodawkowate.

## Systematyka

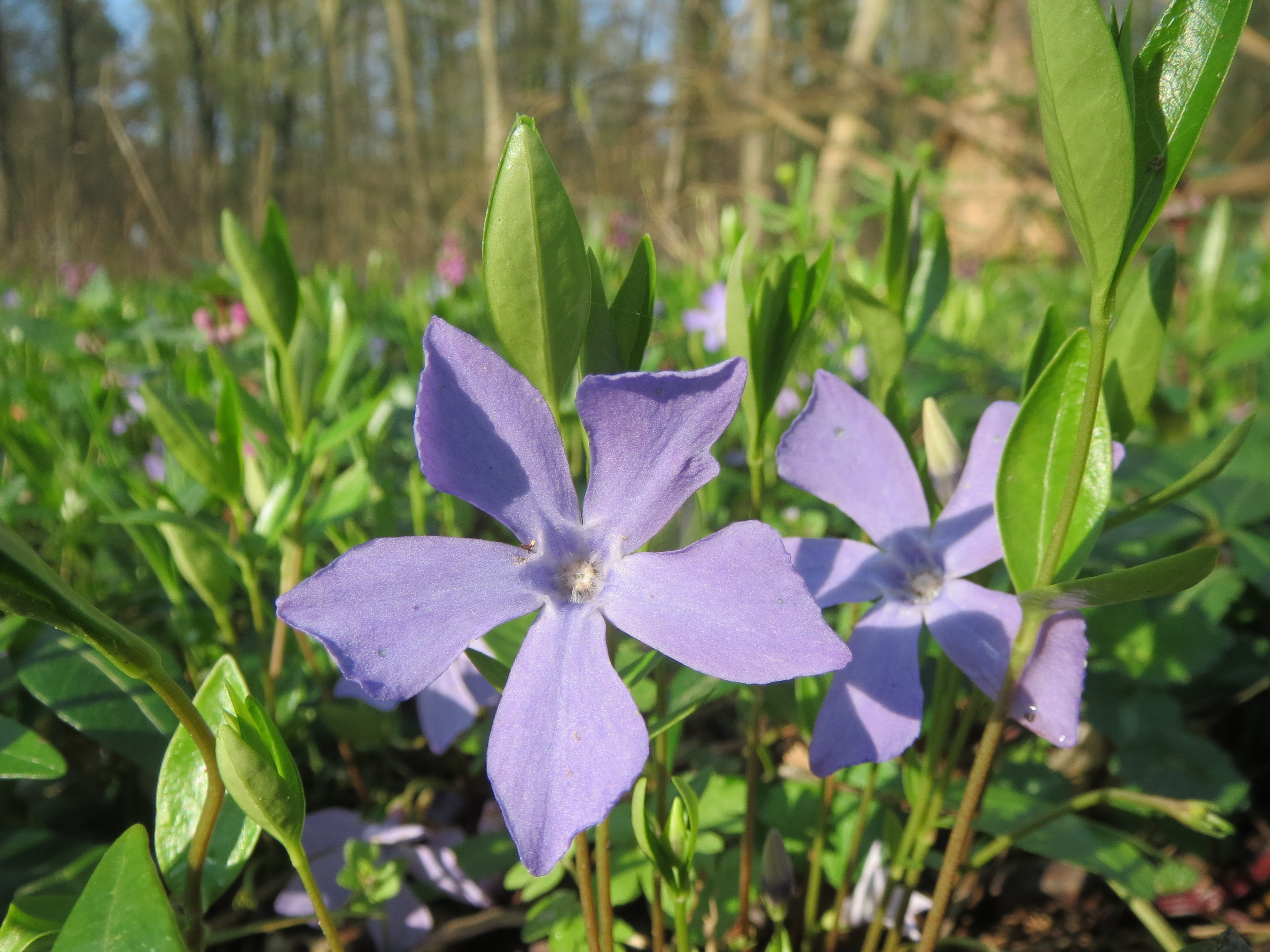
Barwinek pospolity

Pozycja systematyczna według APweb (aktualizowany system APG IV z 2016)
Należy do podrodziny Rauvolfioideae  Kosteletzky, rodziny toinowatych (Apocynaceae), która jest jednym z kladów w obrębie rzędu goryczkowców (Gentianales) z grupy astrowych spośród roślin okrytonasiennych.
Pozycja w systemie Reveala (1993–1999)
Gromada okrytonasienne (Magnoliophyta Cronquist), podgromada Magnoliophytina Frohne & U. Jensen ex Reveal, klasa Rosopsida Batsch, podklasa jasnotowe (Lamiidae Takht. ex Reveal), nadrząd  Gentiananae  Thorne ex Reveal, rząd toinowce (Apocynales Bromhead), rodzina toinowate (Apocynaceae Juss.), plemię  Vinceae Duby, rodzaj barwinek (Vinca L.).
Wykaz gatunków
- Vinca difformis Pourr. – barwinek odmienny
- Vinca erecta Regel & Schmalh.
- Vinca herbacea Waldst. & Kit. – barwinek zielny
- Vinca ispartensis Koyuncu & Eksi
- Vinca major L. – barwinek większy
- Vinca minor L. – barwinek pospolity
- Vinca soneri Koyuncu